# Burg Landeck (Rhön)
Die Ruine der Burg Landeck liegt bei rund 470 m auf einem Felssporn des Landecker Berges nordöstlich des Schenklengsfelder Ortsteils Oberlengsfeld im Landkreis Hersfeld-Rotenburg.

## Geschichte
Die Spornburg wurde 1234 von der Abtei Hersfeld als Amtsburg errichtet. 1317 ist ein Hersfelder Amtmann in „Landecke“ bekundet; danach war das Amt im 14. und 15. Jahrhundert jedoch häufig verpfändet – zuletzt an Mainz, von dem es 1454 wieder eingelöst wurde. Während des Bauernkriegs kam es 1525 zu erheblichen Unruhen in Hersfeld und Umgebung. Landgraf Philipp von Hessen kam dem in Bedrängnis geratenen Abt zu Hilfe, schlug den Aufstand nieder, und annektierte zur Deckung seiner Kosten große Teile der Reichsabtei, unter anderem das Landecker Amt. Wahrscheinlich kam es in dieser Zeit zur Zerstörung der Burg.
Die noch erhaltenen Mauerreste der Ringmauer wurden im Jahr 1982 restauriert und befestigt.
Gemäß seiner handgeschriebenen Autobiografie wurde der Journalist August Spies 1855 in den Ruinen der Burg geboren.